# SŽ-serija 25
SŽ-serija 25 je oznaka za parne lokomotive, ki so nekdaj vozile tudi po slovenskih progah.
Lokomotive so po prvi svetovni vojni izdelali v tovarni Actien - Gesselschaft der Lokomotiv-Fabrik vorm. G. Sigl v Dunajskem Novem mestu (Wiener Neustadt).
Lokomotive te serije so večinoma vozile med Zidanim Mostom in Mariborom, občasno tudi na odsekih Celje - Preloge, Celje - Velenje in Celje - Imeno - Kumrovec. Večinoma so vlekle tovorne vlake. 

## Tehični podatki
| Oznaka:                   | kkStB 270.01–07 |
|                           | ČSD 434.101–1199 |
| Količina:                 | ČSD: 165+34 (1918 ex kkStB, 1945 ex BBÖ)                                                                                                  |
|                           | BBÖ: 100 |
|                           | SHS: 9 |
|                           | CFR: 132 |
|                           | FS: 35 |
|                           | PKP: 142 |
|                           | MÀV: 8 |
|                           | ÖBB: 25 |
| Proizvajalec:             | Böhmisch-Mährische Maschinenfabrik, Breitfeld & Danek, ČKD, Adamov, Škoda, Wiener Neustädter Lokomotivfabrik, Lokomotivfabrik Floridsdorf |
| Leta proizvodnje:         | 1917-1930 |
| Izločitev:                | ÖBB: do 1968 |
|                           | ČSD: do 1976 |
| Osna konfiguracija:       | 1 'D h2 |
| Razdalja med kolesi:      | 1435 mm (standard) |
| Dolžina preko odbojnikov: | 17.443 mm |
| Popoln razvoj koles:      | 6.800 mm |
| Trdi razvoj koles:        | 2.800 mm |
| Razvoj s tenderjem:       | 13.712 mm |
| Delovna teža:             | 61,2 t |
| Teža trenja:              | 57,3 t |
| Osna obremenitev:         | 14 t |
| Največja hitrost:         | 60 km/h |
| Premer pogonskih koles:   | 1258 mm |
| Premer koles spredaj:     | 830 mm |
| Število valjev:           | 2 |
| Razmer valjev:            | 570 mm |
| Omehčava valjev:          | 632 mm |
| Kotlovni pritisk:         | 13 bar |
| Številka ogrevalnih cevi: | 173 |
| Površina grila:           | 3,87 m² |
| Površina kurjave:         | 13,90 m² |
| Površina pregrevalnika:   | 38,3 m² |
| Površina uparjanja:       | 169,80 m² |
| Tender:                   | 9, 56, 156, 256, 76, 86, 88 / ČSD 516.0                                                                                                   |